# Seznam narodnih herojev Jugoslavije
Seznam narodnih herojev Jugoslavije je krovni seznam.

## Seznam po abecedi
- Seznam narodnih herojev Jugoslavije (A)
- Seznam narodnih herojev Jugoslavije (B)
- Seznam narodnih herojev Jugoslavije (C)
- Seznam narodnih herojev Jugoslavije (Ć)
- Seznam narodnih herojev Jugoslavije (Č)
- Seznam narodnih herojev Jugoslavije (D)
- Seznam narodnih herojev Jugoslavije (Đ)
- Seznam narodnih herojev Jugoslavije (E)
- Seznam narodnih herojev Jugoslavije (F)
- Seznam narodnih herojev Jugoslavije (G)
- Seznam narodnih herojev Jugoslavije (H)
- Seznam narodnih herojev Jugoslavije (I)
- Seznam narodnih herojev Jugoslavije (J)
- Seznam narodnih herojev Jugoslavije (K)
- Seznam narodnih herojev Jugoslavije (L)
- Seznam narodnih herojev Jugoslavije (M)
- Seznam narodnih herojev Jugoslavije (N)
- Seznam narodnih herojev Jugoslavije (O)
- Seznam narodnih herojev Jugoslavije (P)
- Seznam narodnih herojev Jugoslavije (R)
- Seznam narodnih herojev Jugoslavije (S)
- Seznam narodnih herojev Jugoslavije (Š)
- Seznam narodnih herojev Jugoslavije (T)
- Seznam narodnih herojev Jugoslavije (U)
- Seznam narodnih herojev Jugoslavije (V)
- Seznam narodnih herojev Jugoslavije (Z)
- Seznam narodnih herojev Jugoslavije (Ž)

## Po narodnosti
- Seznam bosansko-hercegovskih narodnih herojev Jugoslavije
- Seznam hrvaških narodnih herojev Jugoslavije
- Seznam italijanskih narodnih herojev Jugoslavije
- Seznam makedonskih narodnih herojev Jugoslavije
- Seznam poljskih narodnih herojev Jugoslavije
- Seznam slovenskih narodnih herojev Jugoslavije
- Seznam sovjetskih narodnih herojev Jugoslavije
- Seznam srbskih narodnih herojev Jugoslavije

## Drugi
- Seznam narodnih herojev Jugoslavije, odlikovanih med NOB
- Seznam narodnih herojev Jugoslavije (vojaške enote)
- Seznam narodnih herojev Jugoslavije (družbene organizacije)
- Seznam narodnih herojev Jugoslavije (tuji državljani)
- Seznam narodnih herojev Jugoslavije (mesta)
- Seznam narodnih herojev Jugoslavije (ženske)
- Poimenski seznam narodnih herojev Jugoslavije